# 小菅神社 (飯山市)
小菅神社（こすげじんじゃ）は長野県飯山市にある神社。戸隠・飯綱と共に信州三大修験霊場の一つ。
諸伝承によれば、役小角が開山した修験寺院・小菅山元隆寺（こすげざん がんりゅうじ）が小菅神社の起源である。その後、幾度かの退転と再建を繰り返した後、明治時代の神仏分離により、神社とされ、今日に至っている。なお、本項目では、前近代における寺院（小菅山元隆寺）と近代以降の神社（小菅神社）とを歴史的に一体のものとして扱い、両者を総称して指す呼称として、霊場としての名でもある小菅山を用いる。

## 概要
| 権現（神名）         | 勧請元         | 本地仏     |
| -------------------- | -------------- | ---------- |
| 熊野権現（伊弉冉命） | 熊野三山       | 阿弥陀如来 |
| 金峯権現（安閑天王） | 金峯山（吉野） | 釈迦如来   |
| 白山権現（伊弉諾命） | 白山           | 十一面観音 |
| 立山権現（大国魂命） | 立山           | 無量寿仏   |
| 山王権現（大己貴命） | 蔵王           | 薬師如来   |
| 戸隠権現（手力男命） | 戸隠山         | 正観音     |
| 小菅権現（摩多羅神） | （小菅山主神） | 馬頭観音   |

小菅山の確実な創建年代は判然としない。しかし、社の由緒を伝える幾つかの古文書によれば、役小角によって開山された修験寺院・元隆寺が、小菅山の起源であるという。それらの文書が伝えるところを要約すると、仏法を広めるのに相応しい地を求めて役小角が諸国を巡っていた折、小菅山に出会い、神木霊草に満ちた山野のありさまに心を打たれているところに地主神が現れた。役小角は、地主神から、この土地が諸神集合の地であり、仏法を広めるにまさに相応しい地であり、地主神自らも守護を与えると告げられた。このお告げを受けた役小角が祈願に勤しんでいると、今度は小菅権現が出現した。小菅権現は、自らが摩多羅神で馬頭観音の化身であり、仏法の擁護と興隆に力を貸すと告げた。役小角は、小菅権現を主神とし、併せて熊野・金峯山（吉野）・白山・立山・山王・走湯・戸隠の7柱の神々を勧請し、祀ったという（表1）。
こうした由緒を伝える最古の文書は、おそらくは天文11年（1542年）、別当并衆徒中の名義による「信濃国高井郡小菅山八所権現元隆寺来由記」であろう。この文書は、上記の他にも、東夷の叛乱が八所権現の神威によって平定されたことを謝して、坂上田村麻呂が大同年間にこの地を訪れ、八所権現本宮や加耶吉利堂を再建したほか、元隆寺を建立し、諸塔堂を整備したと伝えている。
戦国時代には、小菅山一帯は、上杉氏の庇護下に置かれ、なかでも上杉謙信の弘治3年（1557年）の願文は、小菅山の由緒に言及している点で注目される。この願文で謙信は、坂上田村麻呂の名に触れつつ武運を祈念しており、小菅山信仰の広がりを読み取れる。しかしながら、しかし、そうした繁栄も、永禄10年（1567年）の川中島の戦いまでのことであり、この合戦で敗退した上杉軍を追撃する武田氏の軍勢によって、元隆寺は兵火に遭い本堂を除く堂塔はことごとく焼失した。その後も繰り返し兵火にさらされたため、元隆寺に常住するものがなく、慶長初年（1600年）頃には完全に廃墟と化してしまった。「信州高井郡小菅山元隆寺略縁起」（慶長5年〈1600年〉/元禄元年〈1688年〉）が伝えるところによれば、百年近くを経た元禄元年（1688年）においても、再建はなされず荒廃するままにまかされ、かつての伽藍も田畑や民家、荒野に帰してしまったという。

## 歴史
役小角によって開山され、繁栄を見た後、武田氏の兵火によって衰退するに至ったという、小菅山の由緒にまつわる上述のような理解は、戦国時代から近世初期にかけて成立したものである。こうした理解は、地元においても広く信じられているだけでなく、それを裏付ける有力な古文書が見られることから、歴史学においてもしばしば通説として扱われてきた。
しかしながら、繁栄から衰退に至る過程を述べた諸史料の性格を勘案すると、それら諸史料の記述をただちに史実として受け入れることは難しい。かかる由緒を述べ伝える主要な史料として挙げられるのは、信州高井郡小菅山元隆寺略縁起である。この文書は慶長5年（1600年）に記され、元禄元年（1688年）に改稿されたとされる文書である。しかしながら、この文書は元隆寺の別当大聖院によって作成されただけでなく、版木に刷られて頒布されており、それなりの資金を必要としたはずである。武田氏の兵火に遭った後、元隆寺がもし衰退するにまかされていたのだとしたなら、そのような事業が可能であったと考えるのは不自然である。
近年の小菅山研究が、小菅の民俗研究や、他の史料を採り入れて明らかにしつつある小菅山の歴史は、上記のものとはやや異なる姿を示している。
表2に小菅山に関する主要な史料を示す。以下の記述では、表2に示す史料に言及する際は表中の略記を用いる。
| 史料名                                   | 略記       | 年代                                         | 概要 |
| ---------------------------------------- | ---------- | -------------------------------------------- | --- |
| 信濃国高井郡小菅山八所権現并元隆寺来由記 | 来由記     | 天文11年 （1542年）                          | 元隆寺の開山由緒、祭神、僧坊、結界、沿革。「別当并衆徒中」の名義あり。 |
| 長尾影虎願文案                           | 謙信願文   | 弘治3年 （1557年）                           | 武田晴信との合戦に臨んで元隆寺に治めた願文。元隆寺の由緒と繁栄について記す。坂上田村麻呂に言及しつつ武運を祈念する。                                                                       |
| 信濃国高井郡小菅山元隆寺之図             | 元隆寺之図 | 永禄9年 （1666年）                           | 中世における小菅山の繁栄の様子を描いた図。多くの僧坊を従えた様を描く。制作年代に疑問あり。                                                                                                 |
| 信州高井郡小菅山元隆寺略縁起             | 略縁起     | 慶長5年（1600年）作成 元禄元年（1688年）改稿 | 来由記の記述を基に、元隆寺の開山由緒、祭神、僧坊、沿革を述べる。中世における繁栄と武田氏の兵火による荒廃・衰退の経過を記しており、小菅山の歴史的展開に関する通説的理解の基礎をなした文書。 |

### 先史時代
他の修験霊場にも見られるように、小菅山にもまた自然信仰の層を見出すことができ、そうした基層をまず見ておくべきであろう。小菅山のある飯山市小菅集落の周辺では、縄文時代にさかのぼる集落遺跡が発見されており、弥生時代中期には稲作が開始されていたことが判明している。すなわち、早い時期から小菅山の一帯には定住が見られたのである。すぐ北に越後国をひかえた、世界でも有数の豪雪地帯でありながら、そうした定住が可能であったのは、雪と森、そしてそれらがもたらす豊かな水のゆえであった。そして修験入山以前の時代には、そうした自然の実り豊かさに対する信仰（水分神信仰）が行われていたことが分かっている。

### 小菅山の確立
こうした自然信仰的な基層に対し、小菅山の信仰に社寺としての形態が与えられた年代、すなわち小菅山の歴史的創建は、おそくとも平安時代後期までのことと考えられている。小菅山にまつわる諸史資料のなかで、社伝の木造馬頭観世音菩薩坐像が平安時代後期の作と推定されるためである。
平安時代後期はまた、本地垂迹思想の定着と、中世熊野御幸の隆盛期でもある。小菅山を含めた北信州一帯においても、後白河院撰の『梁塵秘抄』に戸隠山がうたわれていることから推測されるように、熊野修験が入り込んできただけでなく、小菅山の確立に寄与したものと考えられている。事実、小菅山を含む小菅荘一帯には、八所権現だけでなく、熊野社も数多く勧請されており、小菅山の霊場としての確立期に熊野修験の活動があったことを知ることができる。
なお、この時期までに小菅山が確立していたことを伝える史料に、社伝の菩提院曼荼羅がある。菩提院曼荼羅は、中国から輸入された絹地に畿内で彩色されたものであり、制作年代は鎌倉時代末期から南北朝時代にかけてと推定されている。このような希少品を蔵することからも、小菅山が一定の勢力をともなって確立したことをうかがい知ることができるだろう。

### 南北朝時代から隆盛期まで
鎌倉幕府崩壊から南北朝時代の始まりころまでには、小菅山を含む小菅荘一帯は、南に高梨氏勢力下の犬飼荘、北に市河氏の志久見郷湯山荘に接し、両者の緩衝地帯として戦略的な要地となっていた。しかし、南北朝の騒乱はついにこの地に及び、延文元年（1356年、南朝正平11年）には、志久見郷侵攻を企てた南朝党の高梨氏が逆撃を受けて小菅にて惨敗している。その後、高梨氏は勢力を盛り返し、市河氏に対する復仇戦に勝利を収めているが、この頃を境に南朝党の勢力は衰微し、両朝統一の趨勢に従った。以後、室町幕府の支配が安定すると共に、小菅山は修験霊場としての隆盛期を迎えることになる。

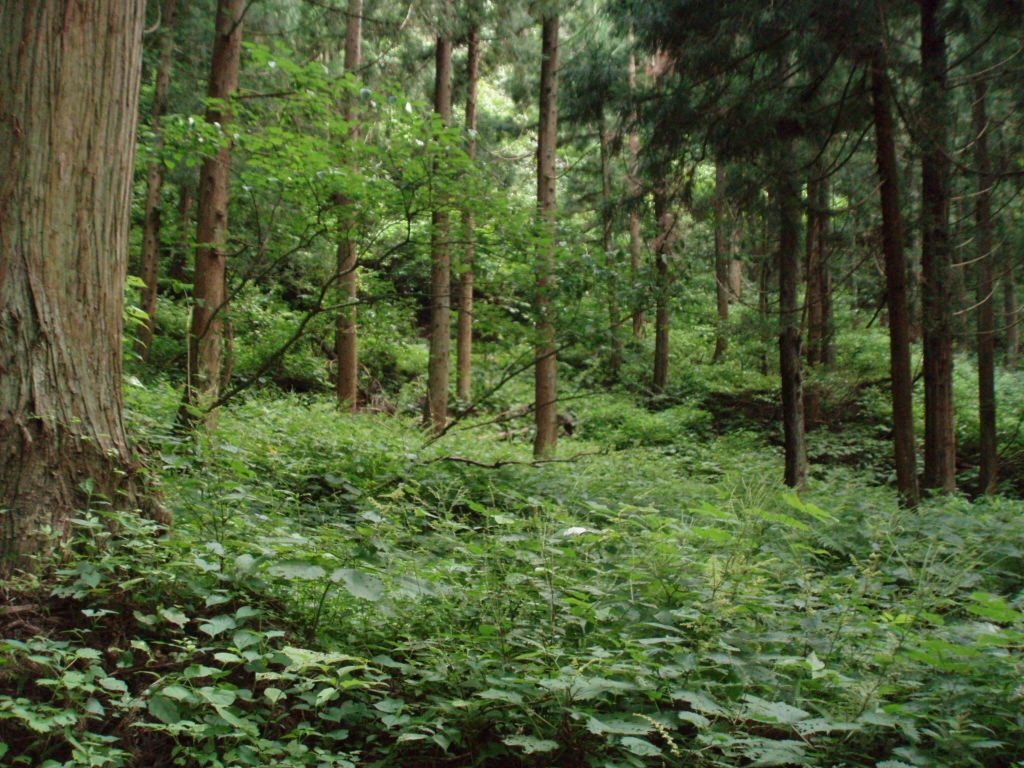
加耶吉利堂跡

この頃の小菅山の隆盛を示すものとして、この時期に行われた元隆寺での造営を伝える文書がある。応永13年（1422年）には、加耶吉利堂が建立され、堂内には近隣の土豪らによって著色観音三十三身板絵（応永年間在銘）が寄進された。永享2年（1430年）からは4年の歳月をかけて、元隆寺の宮社坊中寺観が再建された。永正5年（1508年）9月には、奥社内の宮殿が建立され、天文15年（1546年）には、桐竹鳳凰文透彫奥社脇立二面が製作されている。これらの記録からすると、16世紀の半ばまで、小菅山では造営が営々と続けられており、それを可能にするだけの繁栄があったのである。
なお、応永12年（1421年）には、将軍足利義持が大納言法印忠意に禅林寺永観堂若王子別当職などとともに、社領として信濃国小菅荘ほかを安堵したとの記録が残されている。この件に関する資料の大半を蔵する禅林寺若王子社は、もともと後白河院が永暦年間に熊野三山の土を運んで熊野権現を勧請したと伝えられる社である。若王子社領として領知されたことを述べるこの文書から、この時期までに小菅山が京都の支配下におかれていたことが確認できる。応仁元年（1467年）にも将軍足利義政から大納言法印忠雅に同様の領知があった。

### 戦国時代
戦国時代における信濃は上杉氏と武田氏の争覇の舞台であり、その騒乱から小菅山も逃れることはできなかった。実際、既述の謙信願文は、上杉謙信が武田晴信に合戦を挑むに際してのものである。上杉氏と武田氏の一連の戦いで、小菅山を含む小菅荘一帯も戦禍に巻き込まれたことは間違いなく、武田氏領に帰した時期があったのも事実である。とはいえ、略縁起が伝えるように武田氏の侵攻によって一挙に荒廃したとするのは過度な誇張である。武田領となった後、天正7年（1579年）2月25日付で、武田勝頼は「小菅」と越後赤沢の間の連絡の便を図るため、人家を置かせており、小菅の地の戦略的・交通的な重要性は依然として認知されていたからである。
この時期はまた、京都からの自立の時期でもあったようである。永禄11年（1567年）の禅林寺若王子神社領覚書によれば、小菅荘からの年貢が不達である旨が述べられており、この頃までには京都の支配から脱していたことが推定される。

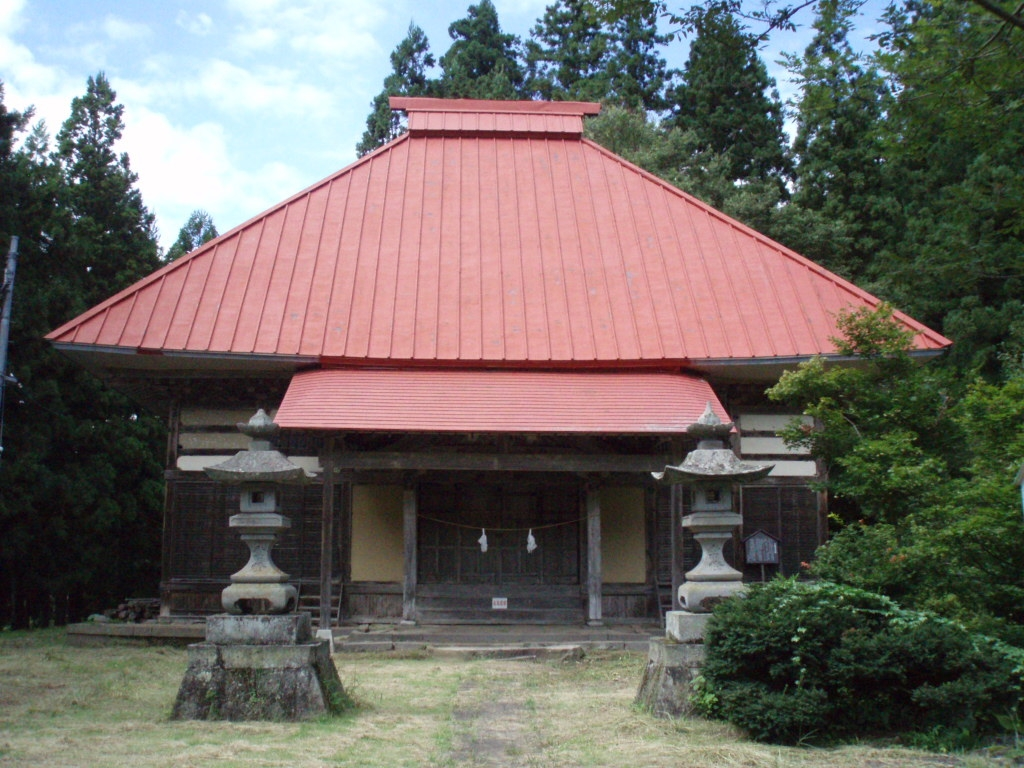
護摩堂（大聖院跡）

### 近世以降の小菅
その後、天正10年（1582年）3月に織田・徳川連合軍の武田領侵攻により武田氏が滅亡し、川中島四郡は織田氏の家臣・森長可が支配する。同年6月の本能寺の変により「天正壬午の乱」が発生すると、小菅は越後国の上杉景勝領となり、情勢が安定を見るとともに奥社本殿が再建された。
再建にあたっては、小菅山の経営にあたっていた別当寺院大聖院のほか、18坊が願主となり、天正19年（1591年）に完成している。完成の2年後、文禄2年（1593年）には、越後の人、金丸与八郎が鉄製鰐口を奉納している。この様に、度重なる混乱に巻き込まれながらも、越後からの鰐口奉納があったことに見られるように、小菅の宗教的権威は依然として衰えなかった。
慶長3年（1598年）2月、上杉氏の会津移封にともなって大聖院が移転した。このことにより、小菅山の再建が頓挫したとされるが、それは必ずしも正しくない。慶長11年（1606年）には、皆川氏より絵馬2面が寄進されており、大聖院の移転と小菅山の聖地としての性格は別個のものであった。また、新たな別当に神袋坊を迎えて大聖院自体も存続しているのである。
| 年代                | 大聖院           | 小菅村  | 備考                                       |
| ------------------- | ---------------- | ------- | ------------------------------------------ |
| 慶長年間            |                  | 549石余 | 慶長打立帳による。関沢村を含む。           |
| 慶長11年（1606年）  | 78石             |         | 村高の内数。旧領の安堵と寄進を合した数値。 |
| 正保年間・ 元禄年間 |                  | 267石余 | 正保書上および元禄郷帳による。             |
| 慶安5年（1652年）   | 56石余、百姓22戸 |         |                                            |
| 正徳5年（1715年）   | 85石余           |         |                                            |
| 享保7年（1722年）   | 98石余           |         |                                            |
| 延享7年（1748年）   | 86石余           |         |                                            |
| 天保年間            |                  | 435石余 | 天保郷帳による。                           |

大聖院の移転が小菅の退勢をもたらさなかったことを裏付けるものとして、大聖院と小菅村の石高記録がある（表3）。文禄4年（1594年）に実施された上杉領内検地の記録『文禄三年上納員数録』によれば、大聖院の知行高は58石とされ、小菅の集落全体を下回る。以後、近世の記録を見ても、小菅の石高と大聖院の知行高には開きがあることが分かる。しばしば大聖院と小菅は同一視され、大聖院が小菅に及ぼした影響力ないし支配力は非常に大きなものと見なされる。しかし、上記のような石高記録が示すところによれば、実際には大聖院は小菅の一部であったのである。
大聖院が小菅の一部であったという論点はさらに、小菅神社の主要な神事である柱松柴灯神事の形態によっても補強されるだろう。

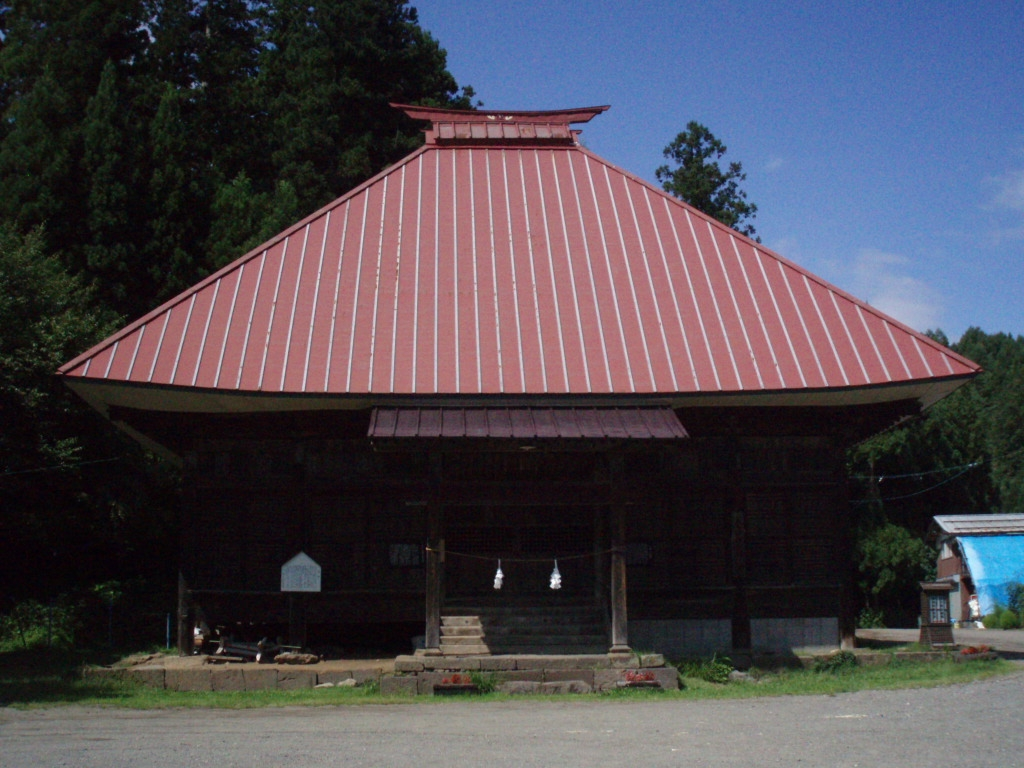
里宮講堂。講堂の前庭で柱松柴灯神事が行われる。

柱松柴灯神事は修験道の祭事とされ、元隆寺が大きな役割を担ったとされてきた。しかし、略縁起やそれに由来する通説的理解の説くところによれば、元隆寺は戦国期の荒廃以後、再建されることもなく荒廃するにまかされて、近世にさしかかる17世紀初めには、すでに廃墟と化していたのではなかったのだろうか。戦国期に元隆寺が衰退したままであったのならば、なぜ柱松柴灯神事のような大きな祭事を執行・維持できたのかが説明できない。また、寺院が主導したというならば、明治期の廃仏毀釈にもかかわらず、祭が廃絶しなかったのかを説明できない。さらに、諸史料に見られる柱松柴灯神事の記述を追ってみると、「修験神輿前において柱松柴灯護摩を修す」（来由記）、（奥院にて）「馬頭の護摩を修す」「天下太平のために奥院におゐて長日の護摩を始終す」（略縁起）などとあり、修験寺院の祭事としての性格が明瞭である。それにもかかわらず、今日の柱松柴灯神事には護摩にかかわる儀礼は存在しておらず、寺院による関与も見られないのである。今日の神事に用いられる山伏面・山姥面が江戸時代初期に製作されていることや、奥社参道の杉並木や小菅に残されている宗教建築の多くが江戸時代に整備されたものであることが判明しており、その様に積極的な霊場経営が行われていたという事実は、通説的理解と整合しない。以上のように、通説的理解はいくつもの矛盾を含んでいるのである。
そうした通説的理解とは異なる小菅の近世の姿を描き出している点で、注目すべき民俗史料がある。天明3年（1783年）に取り決められた「御祭禮日市中村定連判帳」である。この文書は、祭礼日の治安維持や、参詣者を目当てにした市の管理、市に出店する店からの金銭徴収などが定められており、要約するならば里人による祭礼運営の規約である。この文書が示すところからすると、祭礼に出店する商人たちからの金銭徴収は村の収入となっていた。そのため、市を栄させるために必要な配慮がなされており、そのあらわれがこの文書である。このことが示すところは、祭礼が小菅の村の世俗的運営に委ねられていたということに他ならない。
以上からすると、中世から近世への移行期にあって、霊場としての小菅の統治は、領主の庇護下にある寺院の手から里人の手に移り、それとともに祭礼の性格も宗教的なものから、観客（参詣者）に見せることに重きを置いた愉楽的・観光的な性格に移行して行ったと考えられる。そして、そのために、明治の廃仏毀釈を経ても柱松神事は途絶えることがなかったのである。
小菅山の歴史についての通説的理解は、元隆寺やその別当寺院たる大聖院の役割を非常に大きなものとして描いてきた。しかしながら、そうした通説的理解が正しくないことが、以上から浮かび上がってくる。戦国期の兵乱を経てもなお、元隆寺の勢威は衰えたわけではなかった。しかしながら、近世以降の小菅山においては、里人の世俗的な霊場経営が優越し、元隆寺が霊場経営に果たした役割は逆に縮小して行ったのである。

### 近代
明治時代になって、神仏分離令が発されると、小菅山においても小菅神社と大聖院が分離されることとなった。しかし、明治2年（1868年）には大聖院別当職にあった武内英真が神職に就き、仏式什器を菩提寺に移管する一方で、小菅山八所大権現を小菅社八所と改め、今日の小菅神社の直接的な起源に当たる神社が成立した。
明治3年（1871年）に社格制度がしかれると、小菅神社は、1873年（明治6年）に郷社に列せられ、1933年（昭和8年）には県社に列せられている。1909年（明治42年）には、小菅村内の村社19社と無格社5社を合祀し、1946年（昭和21年）の分社寺まで、一村の村民全てを氏子とした。1951年（昭和29年）の神道指令までは、例祭日には県の奉幣使の参向があった。

## 小菅神社神域内の文化財

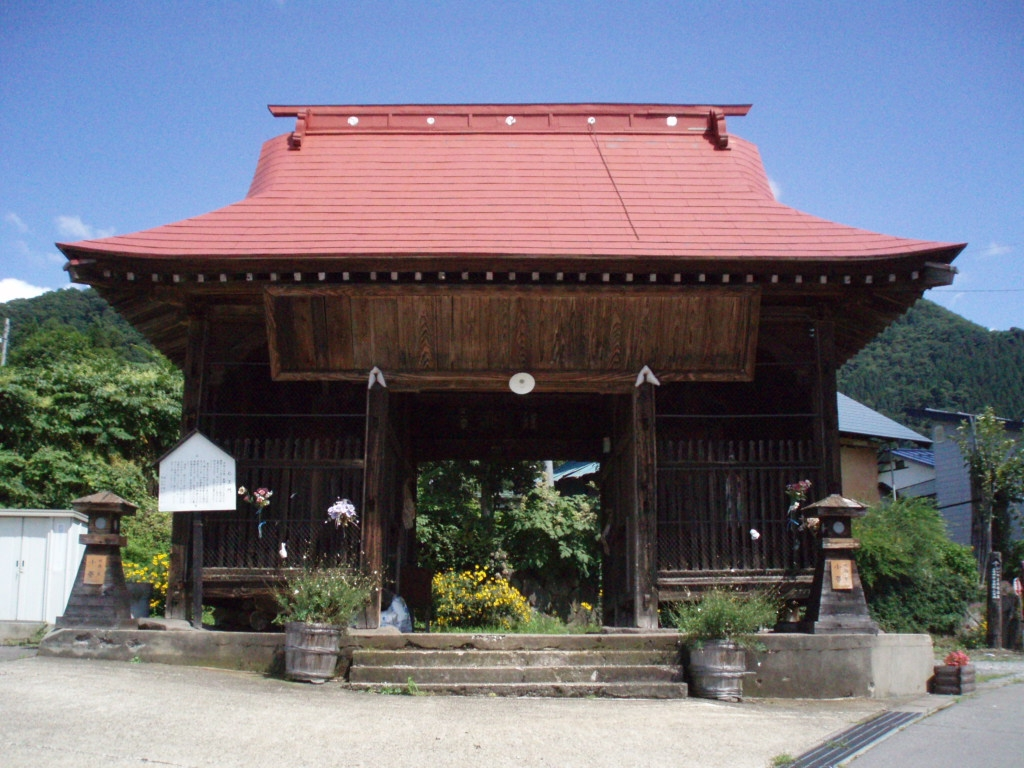
仁王門
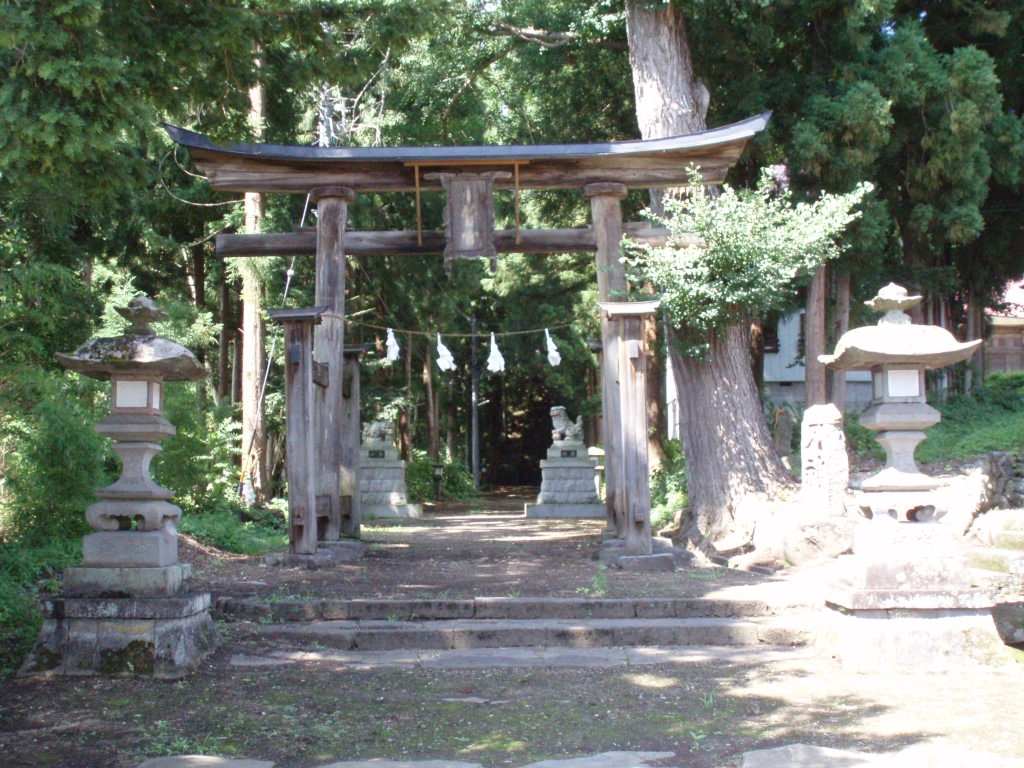
里宮鳥居
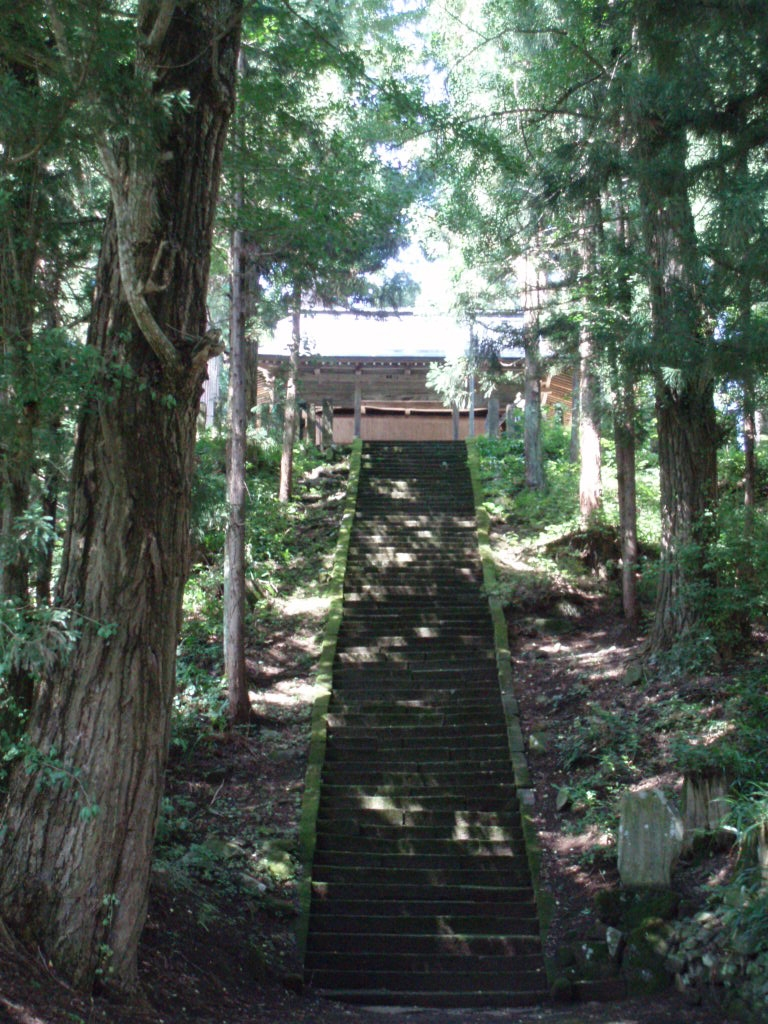
里宮参道

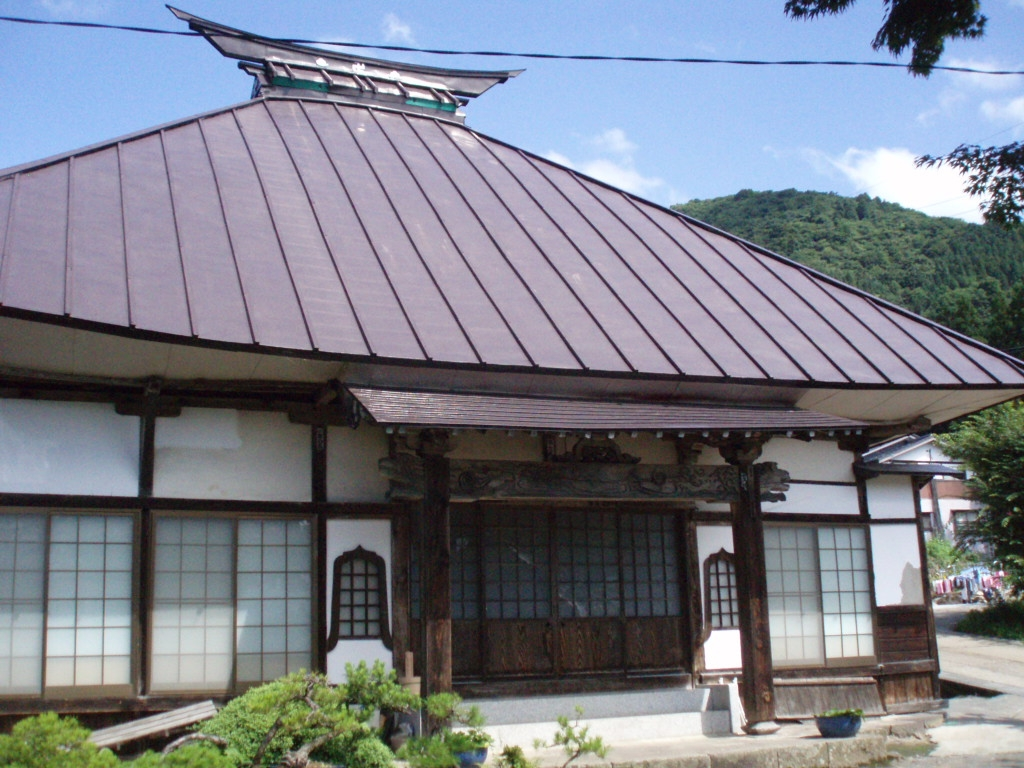
菩提院堂舎
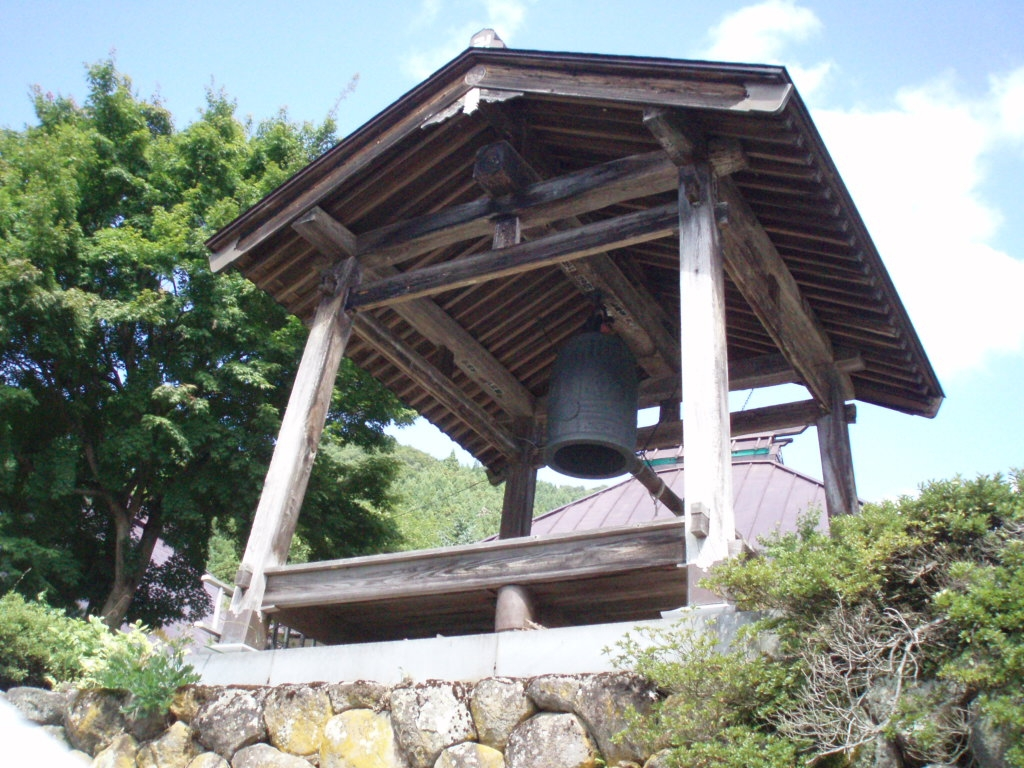
菩提印鐘楼
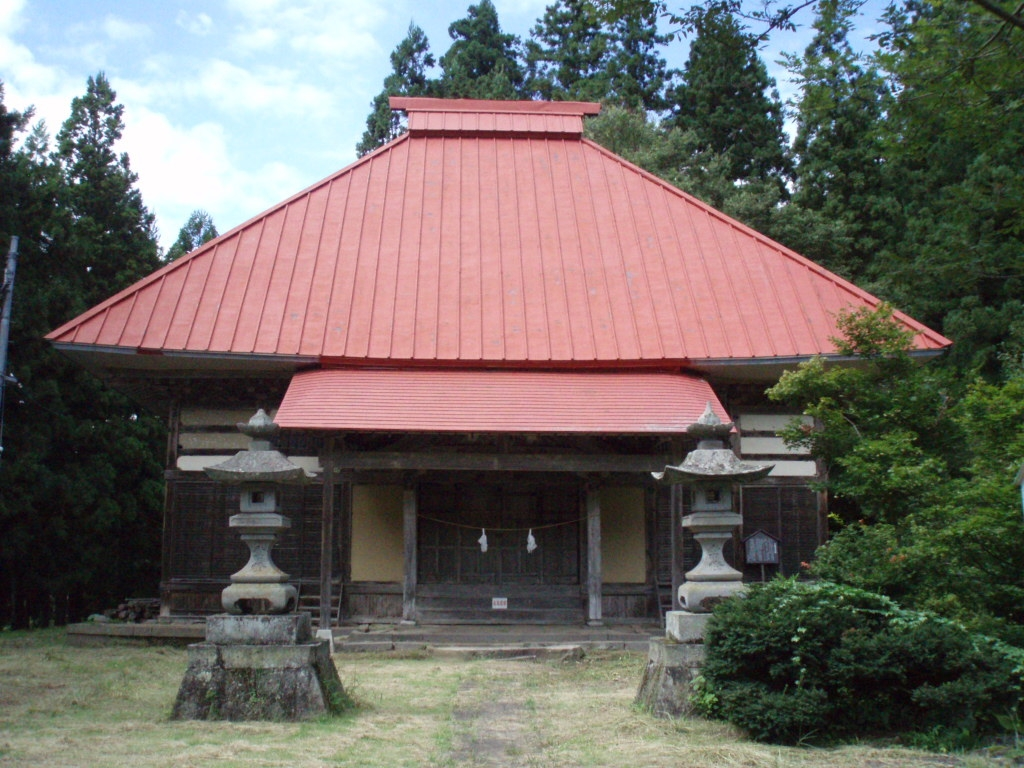
護摩堂（大聖院跡）

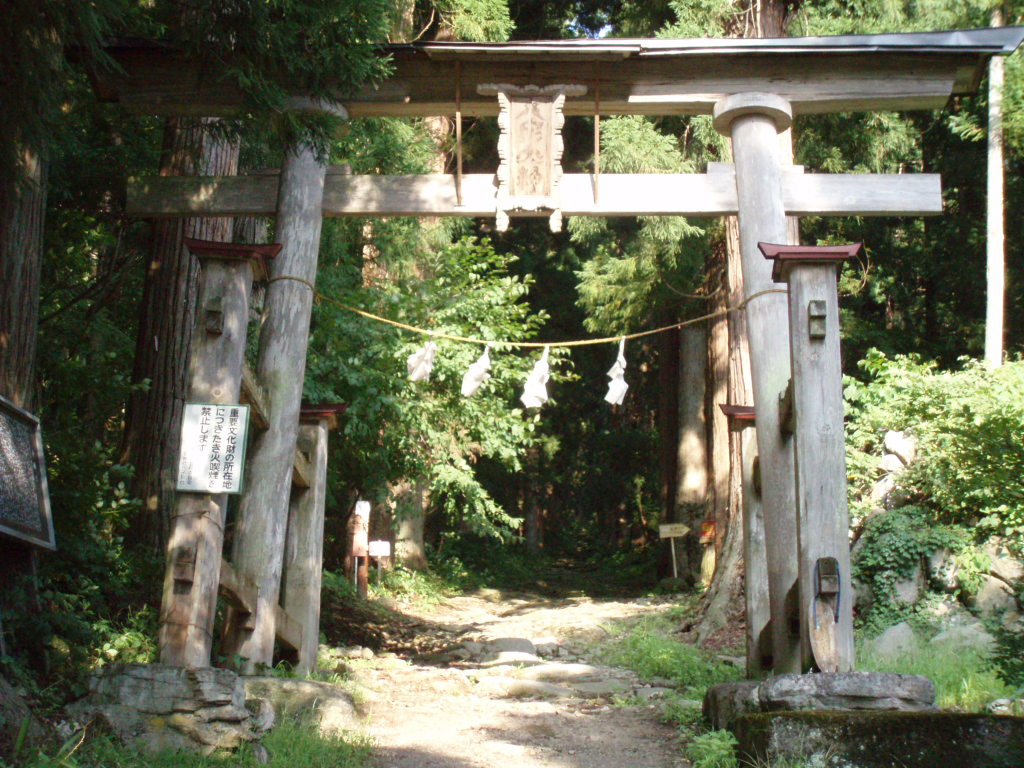
奥社参道の鳥居
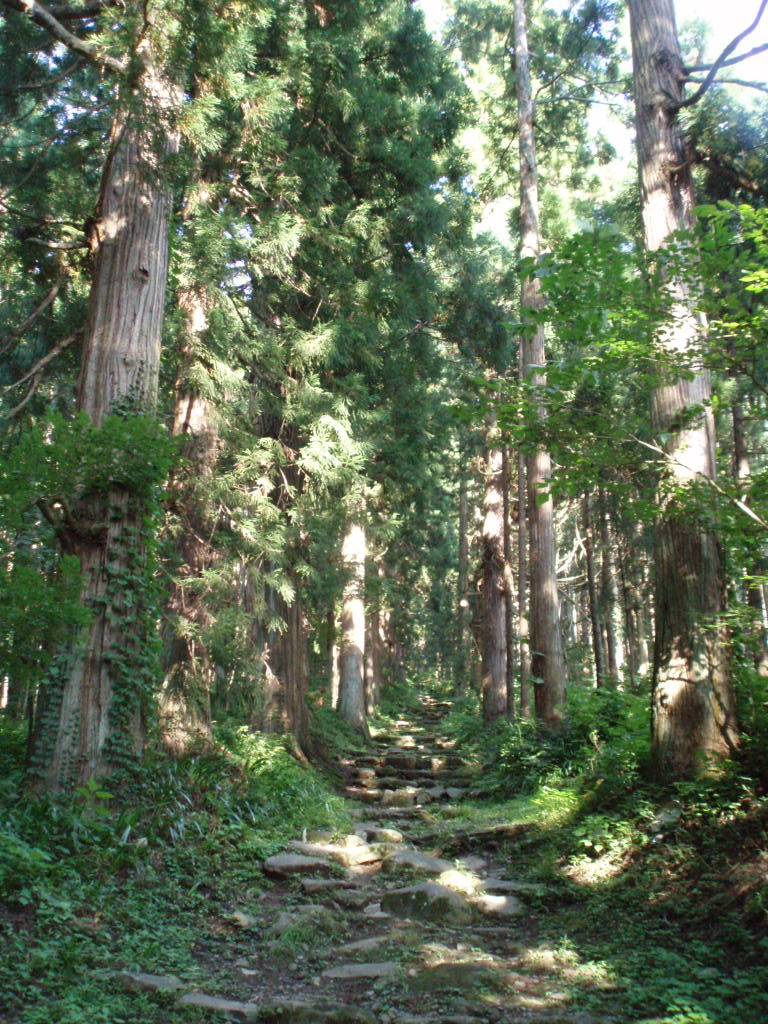
杉並木

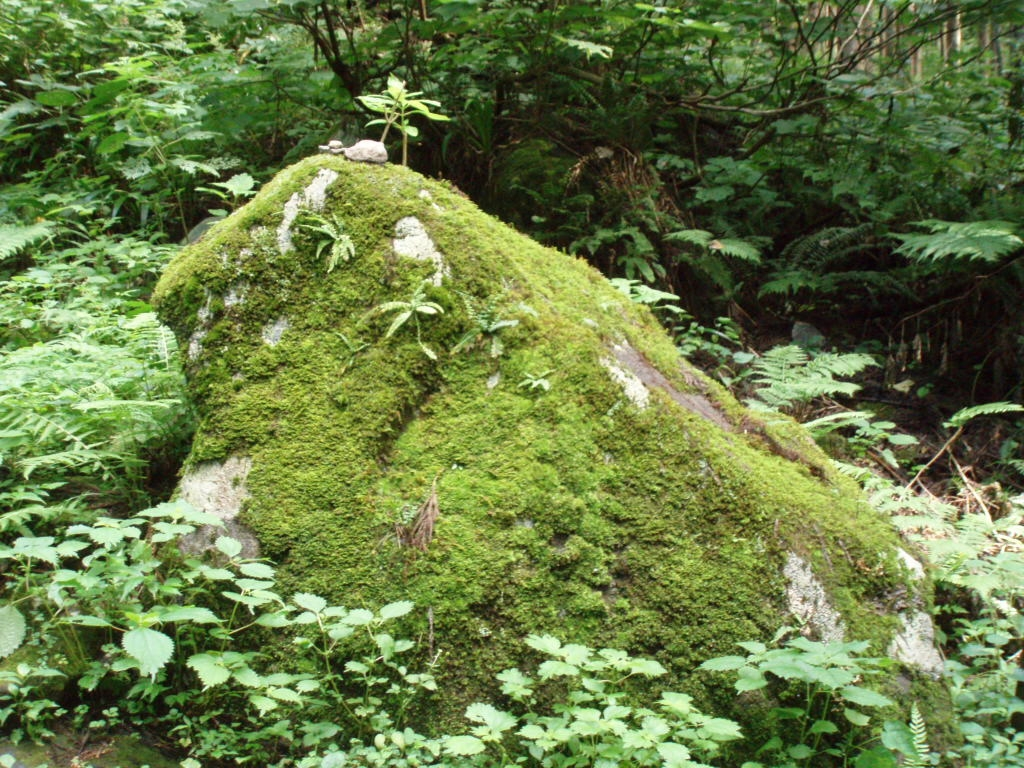
鐙石
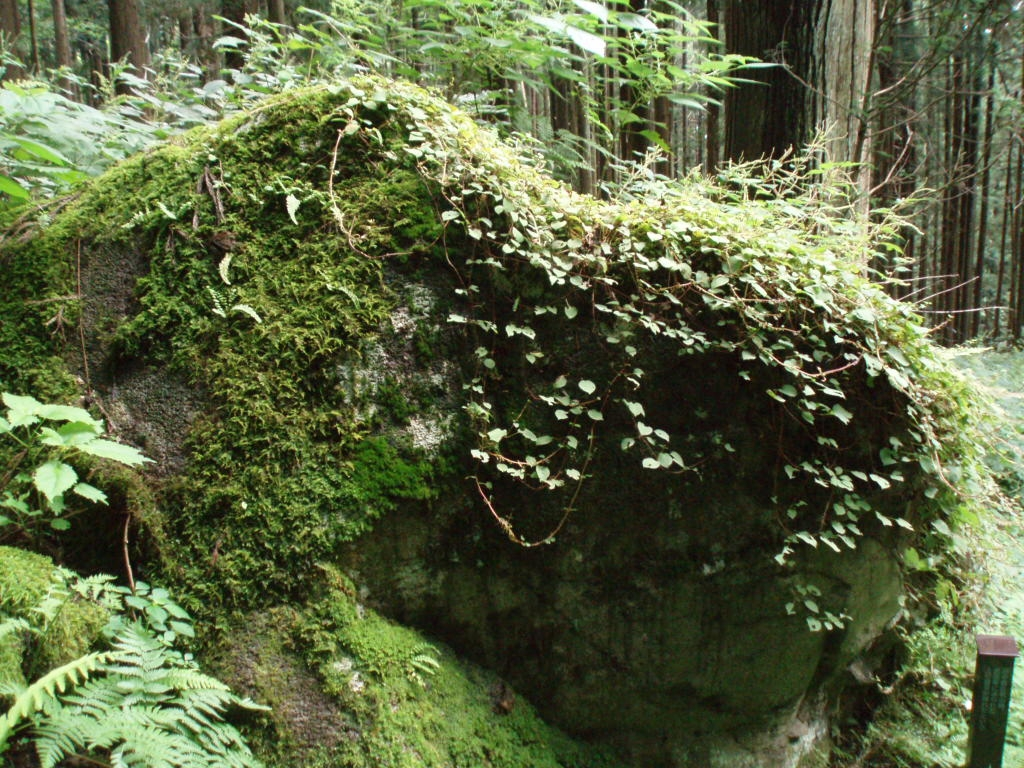
隠石
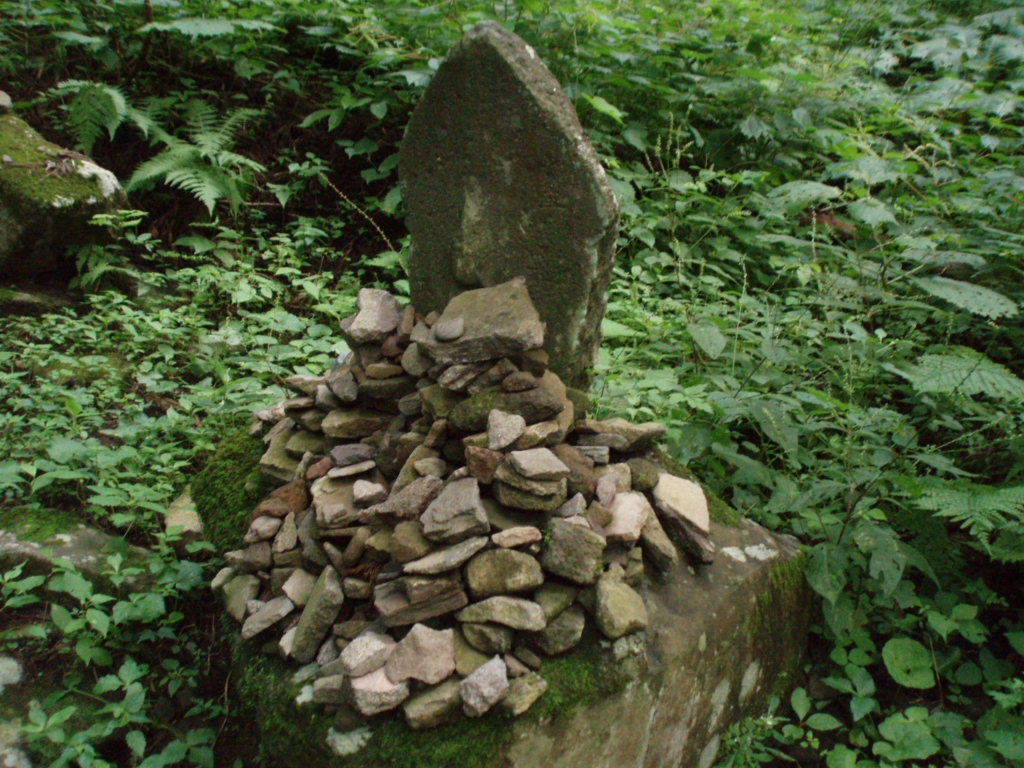
地蔵立像
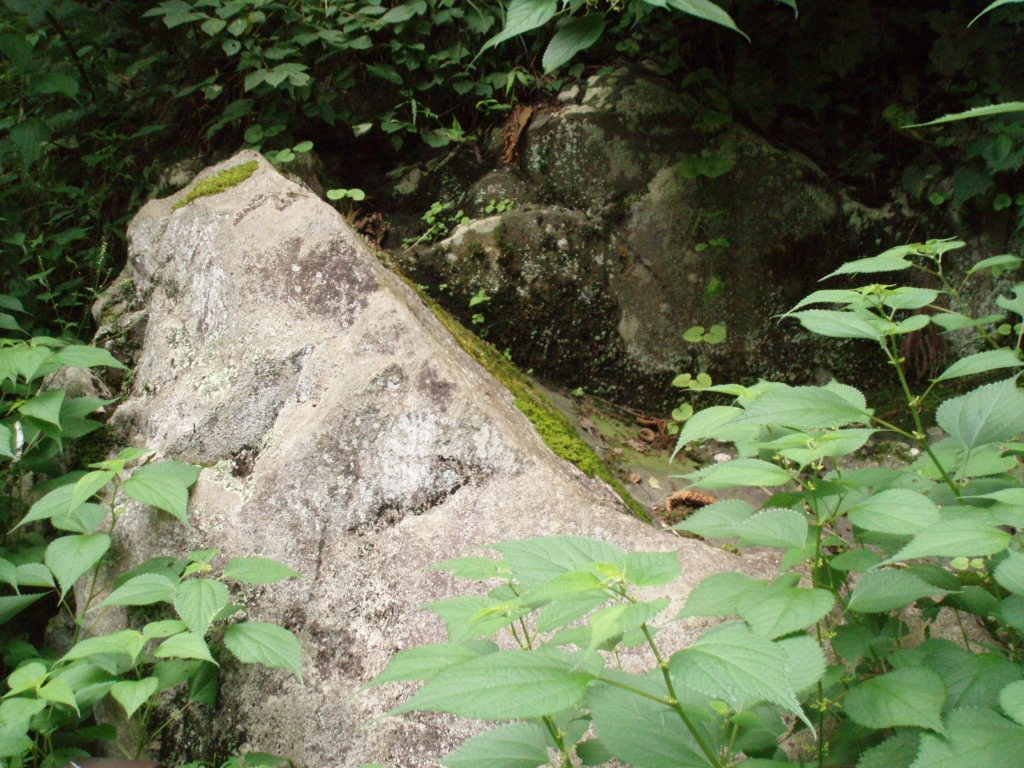
舟石
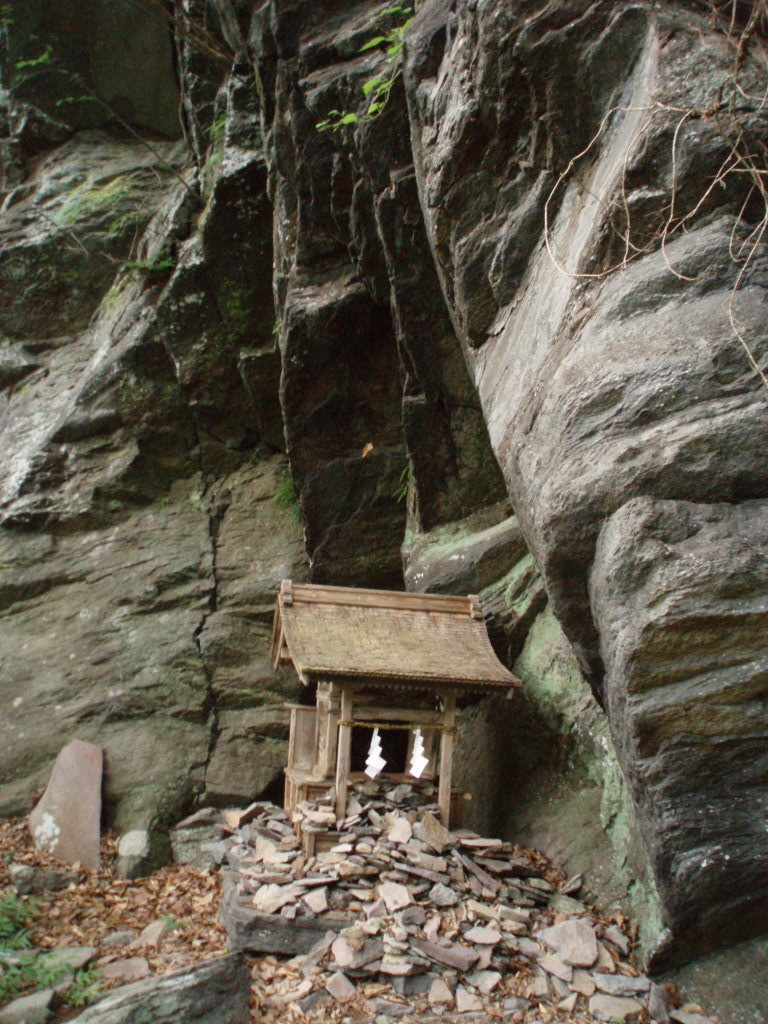
愛染岩
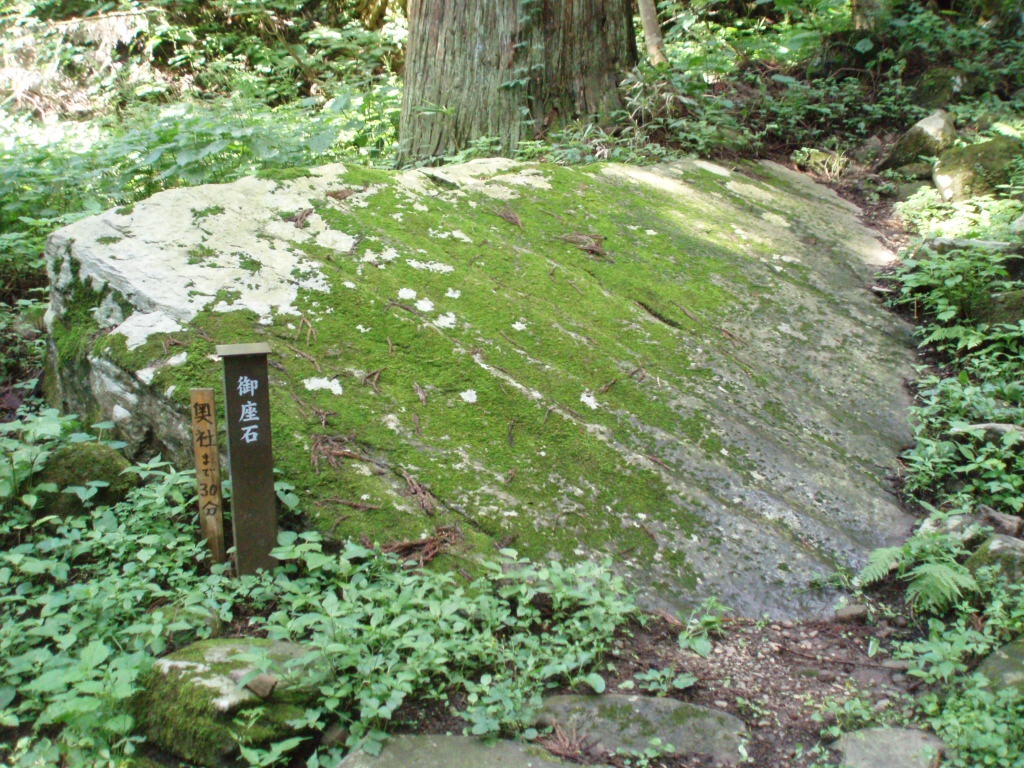
御座石

小菅山は、自然信仰の時代には水分神が祀られ、後に熊野修験の手によって霊場として確立された。そのため、熊野社が各所に見られる。来由記などに記されたところによれば、神社結界地となっていたのは、大倉崎口（現在の飯山市大字常盤）、関沢口、前坂口、神戸口の4箇所で、それぞれ鳥居が設けられており、神域への入口となっていた。この結界内部には、小菅神社に由縁ある社寺・史跡・民俗が今日に伝えられている。
奥社本殿（重要文化財）
小菅神社の本殿。大聖院跡地護摩堂から続く参道をぬけ、溶岩性の岩石が露出する急峻な登山道を進んだ、標高820m付近にある。天正19年（1592年）の修復記録があり、棟札によれば小野源之丞政高なる大工が修造にあたったとある。小菅神社の祭神8柱を祀る。
屋根は入母屋造、妻入、銅板葺き。桁行・梁間とも4間（「間」は柱間の数を指す）。柱間を正側面とも偶数とする（中央に柱が来る）のは、社寺建築には珍しい。組物は出三斗（でみつと）、軒は二軒繁垂木（ふたのきしげだるき）とする。東・南・西の3面に切目縁をめぐらし、東面は後方3間分に下屋（げや）を設ける。北面は岩窟が迫っている。南面は斜面に張り出した懸造とし、西側に階段をつけて西の縁から社殿に上るようになっている。建物は天文年間（1532 - 1554年）の建立とみられ、内部に安置される禅宗様の宮殿（くうでん）2基は永正5年（1508年）建立の記録がある。中世にさかのぼる修験道建築の稀少な遺例として貴重である。

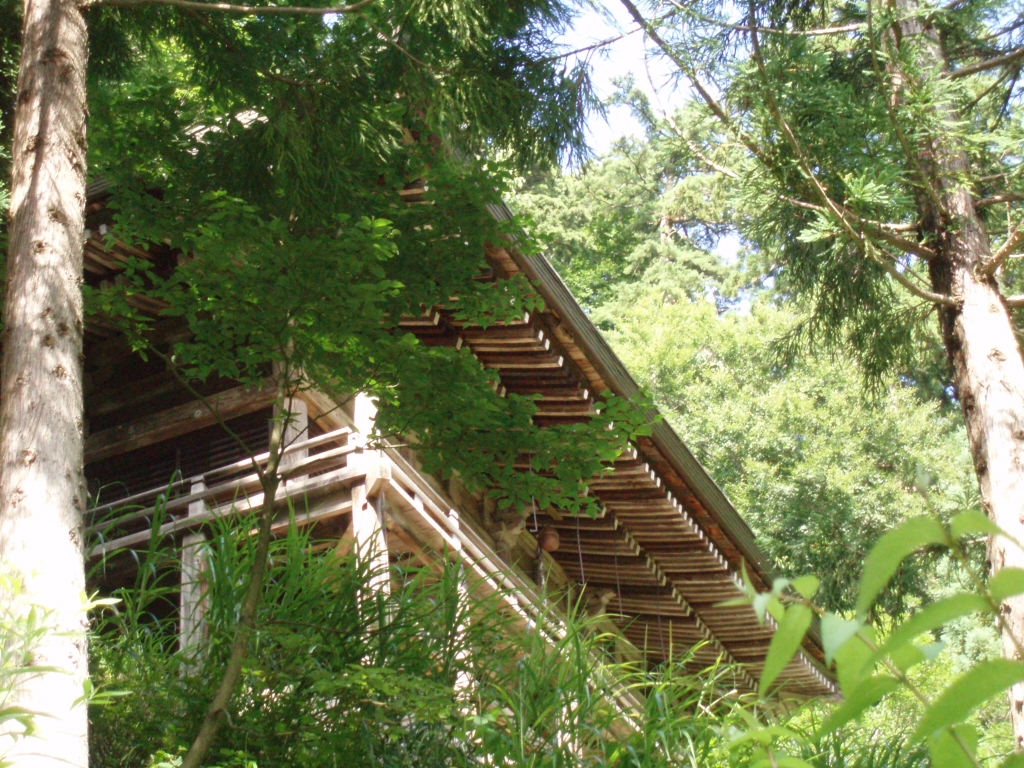
奥社本殿
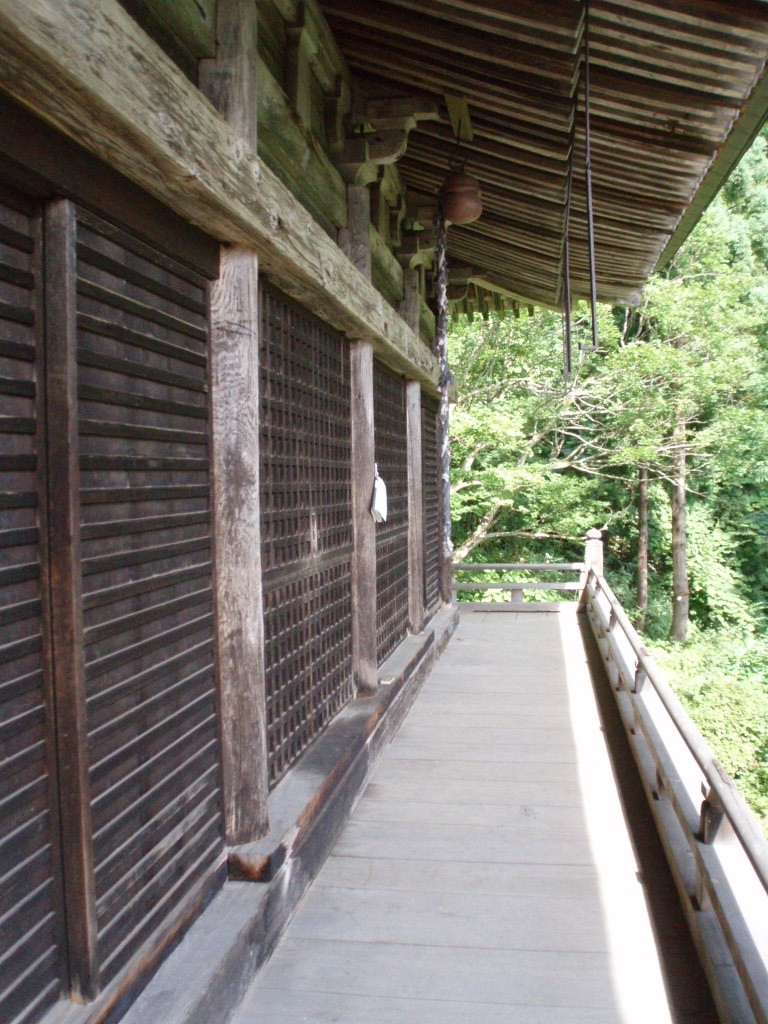
奥社本殿南面

仁王門（旧元隆寺西大門）
里宮
- 仁王門
- 里宮鳥居
- 里宮参道

菩提院
山号は小菅山。桜本坊。元隆寺別当大聖院の堂舎。享保年間に法印俊栄によって中興開基されたと伝えられる、真言宗寺院。神仏分離以後、大聖院別当は神職となり、仏教に関する什器は菩提院に移されている。信濃三十三箇所霊場第十九番札所。
護摩堂
小菅山元隆寺別当大聖院の跡地。現存する堂舎は、寛延3年（1750年）に再建されたもの。
- 菩提院堂舎
- 菩提印鐘楼
- 護摩堂（大聖院跡）

小菅神社杉並木
奥院参道沿いに続く杉並木。江戸時代の造営で、樹齢300年前後の杉が立ち並ぶ。
- 奥社参道の鳥居
- 杉並木

奥社参道磐座群
奥社参道沿いにある奇岩群。上杉謙信が武田軍の追手から身を隠したという隠れ石、弘法大師が参拝の折りに休憩をとり、錫杖の跡をのこしたとされる御座石など、多くの名石がある。
- 鐙石
- 隠石
- 地蔵立像
- 舟石
- 愛染岩
- 御座石

追分石像群
長野県道38号飯山野沢温泉線から小菅山方面へ進むと、水田道路脇にある石像群。かつて元隆寺西大門の仁王門付近にあった石碑などが庚申塔などとともに集められたもの。
神戸の大銀杏
神戸（ごうど）集落の参道入口付近にあるイチョウの古木。落ち葉で積雪を占う雪例樹（ゆきだめしぎ）と呼ばれ、長野県内でもっとも幹が太いという。

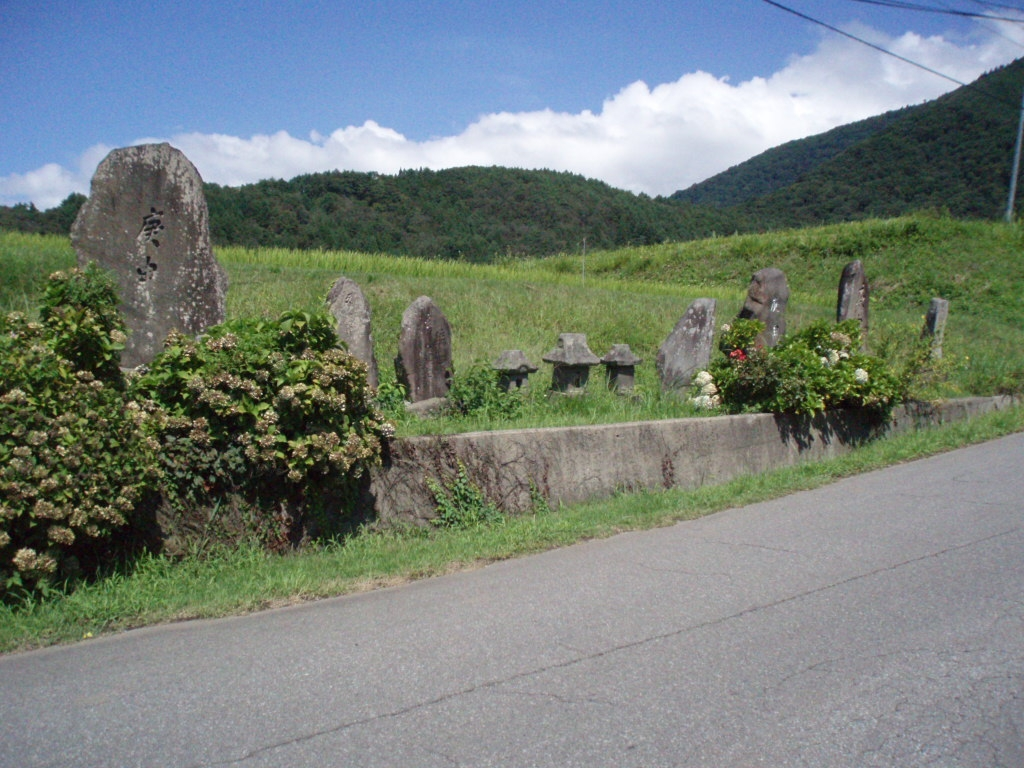
追分石像群
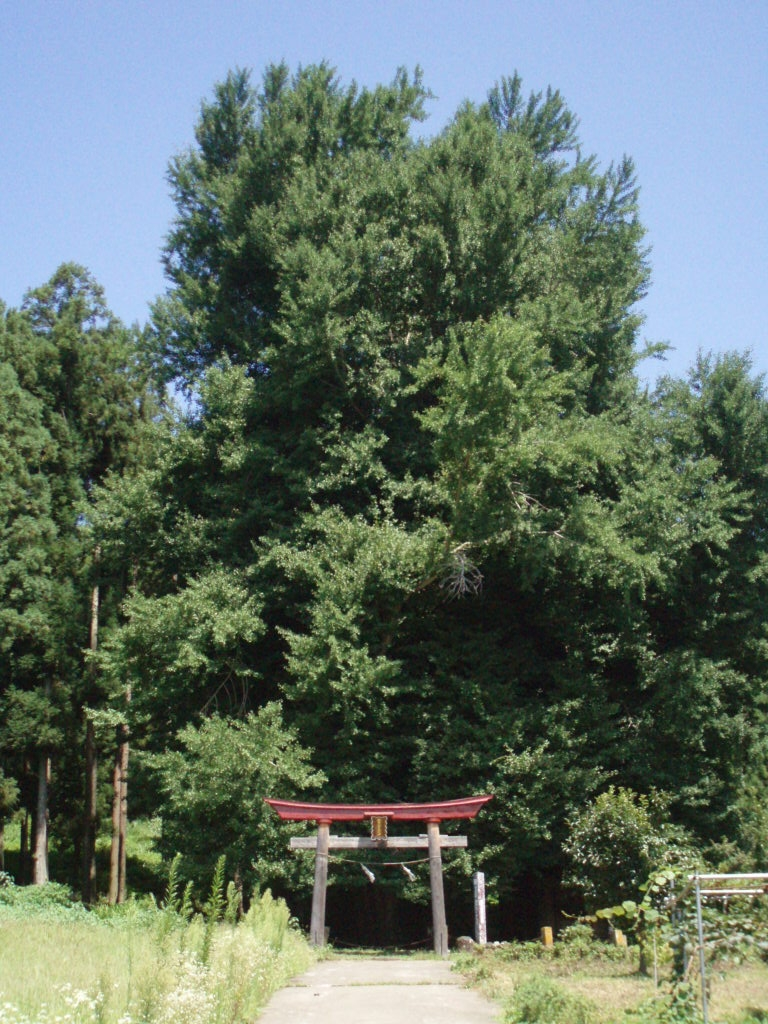
神戸の大イチョウ
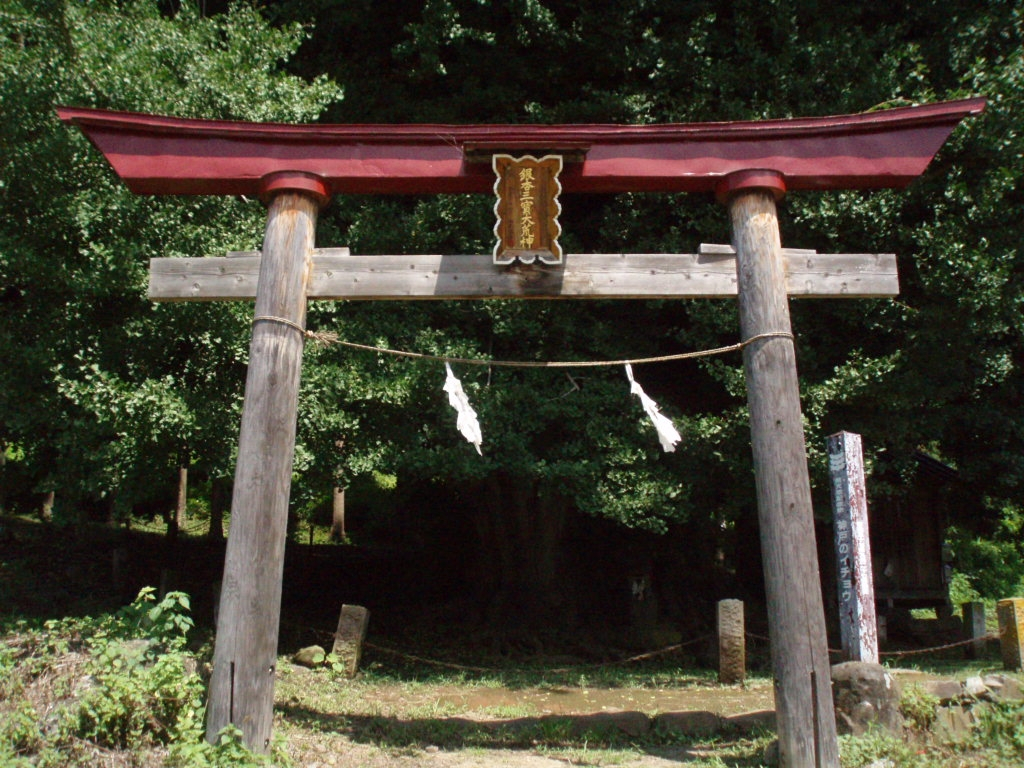
大イチョウの鳥居
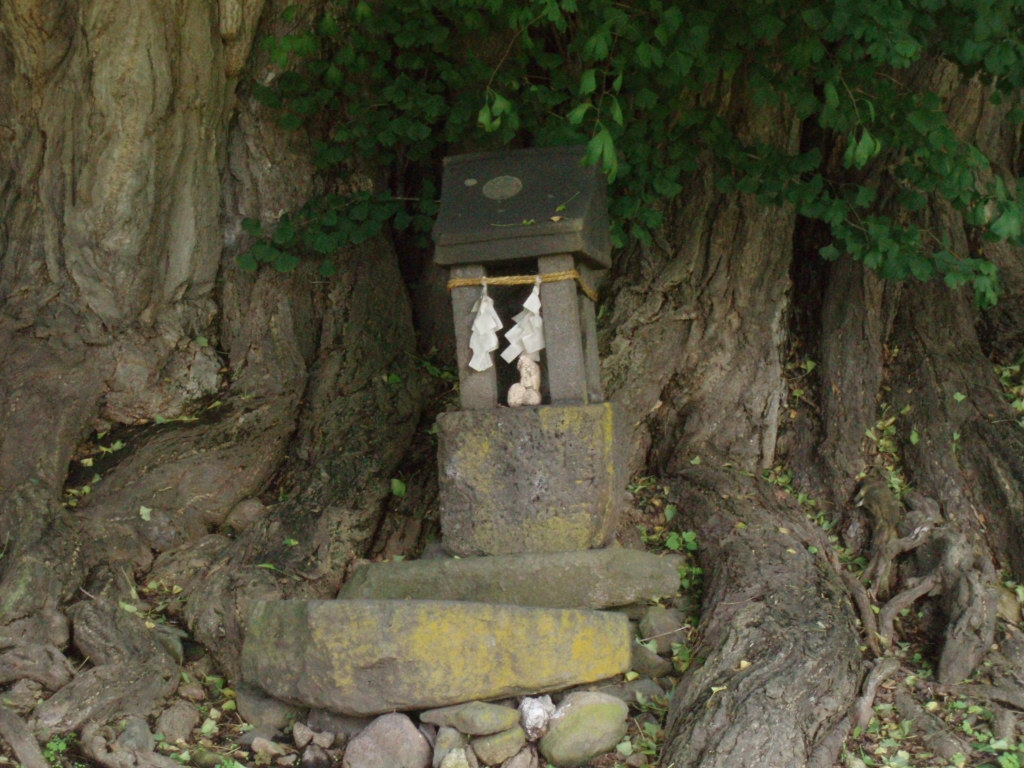
イチョウ根元の石祠

以上に紹介していないものを含め、小菅神社神域内の文化財について、表4を参照されたい。
| 名称                                         | 年代               | 種別                         | 指定年月日 |
| -------------------------------------------- | ------------------ | ---------------------------- | ---------- |
| 小菅神社奥社本殿 1棟 附:宮殿（くうでん） 2基 | 室町時代中期       | 重要文化財（国指定）         | 1964.5.26  |
| 小菅の柱松行事                               |                    | 重要無形民俗文化財（国指定） | 2011. 3. 9 |
| 桐竹鳳凰文透彫奥社脇立 2面                   | 桃山時代           | 県宝（彫刻）                 | 1964.8.20  |
| 板絵着色観音三十三身図 15面                  | 室町時代初期       | 県宝（絵画）                 | 1964.8.20  |
| 絹本著色両界曼荼羅図（菩提院）               | 室町時代初期       | 県宝（絵画）                 | 2002.3.28  |
| 神戸のイチョウ                               |                    | 県天然記念物                 | 1962.9.27  |
| 小菅神社奥社参道杉並木                       | 江戸時代           | 県天然記念物                 | 1974.3.22  |
| 阿弥陀如来立像                               | 室町時代初期       | 市有形文化財                 | 1983.3.23  |
| 小菅神社奉納絵馬「黒神馬・白神馬」           | 1606年（慶長11年） | 市有形文化財                 | 1997. 1.20 |
| 小菅神社奉納額絵「花鳥の図」                 |                    | 市有形文化財                 | 1997.1.20  |
| 小菅神社木造馬頭観世音菩薩坐像               | 平安時代後期       | 市有形文化財                 | 1997.1.20  |
| 紙本著色涅槃・極楽・地獄絵図（菩提院）       | 江戸時代           | 市有形文化財                 | 2000.3.27  |
| 紙本著色十六善神画像（菩提院）               | 江戸時代前期       | 市有形文化財                 | 2000.3.27  |
| 阿弥陀三尊像                                 | 1732年（享保17年） | 市有形文化財                 | 2001.11.29 |
| 万仏山観音石像及び本尊                       | 江戸時代           | 市有形民俗文化財             | 1986.1.24  |
| 小菅大聖院跡及び奥社参道                     | 室町時代～明治時代 | 市史跡                       | 2003.1.15  |
| 小菅のイトザクラ                             |                    | 市天然記念物                 | 1997.1.20  |
| 小菅のヤマグワ                               |                    | 市天然記念物                 | 1998.5.18  |
| 犬飼神社のカツラ                             |                    | 市天然記念物                 | 2001.5.30  |

## 柱松柴灯神事
柱松柴灯神事（はしらまつさいとうしんじ）は、小菅神社の主要な神事であり、かつては毎年7月15日に行われていた。現在では、3年に1度、7月半ばの日曜に催行される。松子とも呼ばれる。国の重要無形民俗文化財（指定名称は「小菅の柱松行事」）。
小菅神社里宮講堂の前の広場で、雑木を藁で束ねた高さ4mの柱松2本を立てる。この2本の柱に松神子が登り、火打石と火打金を使って点火するまでの速さを競い合う。東が勝てば天下泰平、西が勝てば五穀豊穣を約する験が示されたとされる。豊作祈願に合わせて修験者が行った験比べが今に伝えられたものと言い伝えられる。

## 交通機関
- JR東日本飯山線飯山駅から長電バス野沢温泉行きバス25分、関沢バス停下車、徒歩20分

## 文献
- 平凡社、1979、『長野県の地名』、平凡社（日本歴史地名大系第20巻）
- 飯山市文化財編纂委員会、2002、『飯山市の文化財』、ほおずき書籍 ISBN 4434018558
- 重要文化財小菅神社奥社本殿修理委員会編、1968、『重要文化財小菅神社奥社本殿修理工事報告書』、飯山市教育委員会
- 「角川日本地名大辞典」編纂委員会編、1990、『長野県』、角川書店（角川日本地名大辞典20） ISBN 4040012003
- 信濃史料刊行会編、1952-1972、『信濃史料』、信濃史料刊行会
- 信州大学・飯山市小菅研究グループ編、2005、『飯山小菅の地域文化 — 小菅総合研究シンポジウム』、しなのき書房 ISBN 4903002004